# Sextius assimilis
Sextius assimilis är en insektsart som beskrevs av George Willis Kirkaldy. Sextius assimilis ingår i släktet Sextius och familjen hornstritar. Inga underarter finns listade i Catalogue of Life.